# جوبا للطيران
خطوط جوبا الجوية أو جوبا إيرويز هي شركة الطيران الوطنية في الصومال، يمتلكها القطاع الخاص بالكامل، بعد انسحاب الحكومة الصومالية منها، حيث كانت تمتلك نسبة معينة من رأس المال قامت بشرائها إثر انهيار شركة الخطوط الجوية الصومالية، يقع المقر الرئيسي للشركة في العاصمة مقديشيو وتتخذ من مطار آدم عدي الدولي مركزاً لعملياتها، تأسست خطوط جوبا الجوية في مايو 1998، وتقدم خدماتها إلى سبعة وجهات في شرق أفريقيا وشبه الجزيرة العربية.

## الوجهات

### داخلية
- مقديشيو (مطار آدم عدي الدولي) [مركز العمليات].
- بوصاصو (مطار بوصاصو).
- هرجيسا (مطار هرجيسا).
- جالكعيو (مطار جالكعيو).

### دولية
- جيبوتي
  - مدينة جيبوتي (مطار جيبوتي أمبولي الدولي).
- السعودية
  - جدة (مطار الملك عبد العزيز الدولي)
- الإمارات العربية المتحدة
  - دبي (مطار دبي الدولي).

## الأسطول
يتكون أسطول الشركة في سبتمبر 2008 من:
- طائرتين من طراز إليوشن إل-18.